# Werner Stumpfe
Werner Stumpfe (* 16. Juni 1937 in Liegnitz, Niederschlesien; † 25. Januar 2018) war ein deutscher Industriejurist. Bekannt wurde er als Präsident von Gesamtmetall.

## Leben
Nach dem Abitur in Mannheim begann Stumpfe an der Friedrich-Alexander-Universität Rechtswissenschaft und Volkswirtschaft zu studieren.
In Erlangen wurde er 1957 Mitglied des Corps Normannia-Halle. Als Inaktiver wechselte er an die Universität Zürich. Nach den Examen und der Promotion zum Dr. iur. utr. arbeitete er in der Schweiz und in der rheinischen Stahlindustrie. Er wurde 1971 Geschäftsführer und 1975 Hauptgeschäftsführer des Arbeitgeberverbandes Eisen- und Stahlindustrie in Düsseldorf. 1981 wurde er in den Vorstand der Mannesmann Demag AG in Duisburg gewählt. Von Gesamtmetall war er 1983–1985 Vizepräsident, 1985–1991 Präsident und 1996–2000 hauptamtlicher Präsident. 

## Ehrungen
- Ehrenpräsident von Gesamtmetall (2000)
- Bundesverdienstkreuz 1. Klasse